# Església Nova (Son Servera)

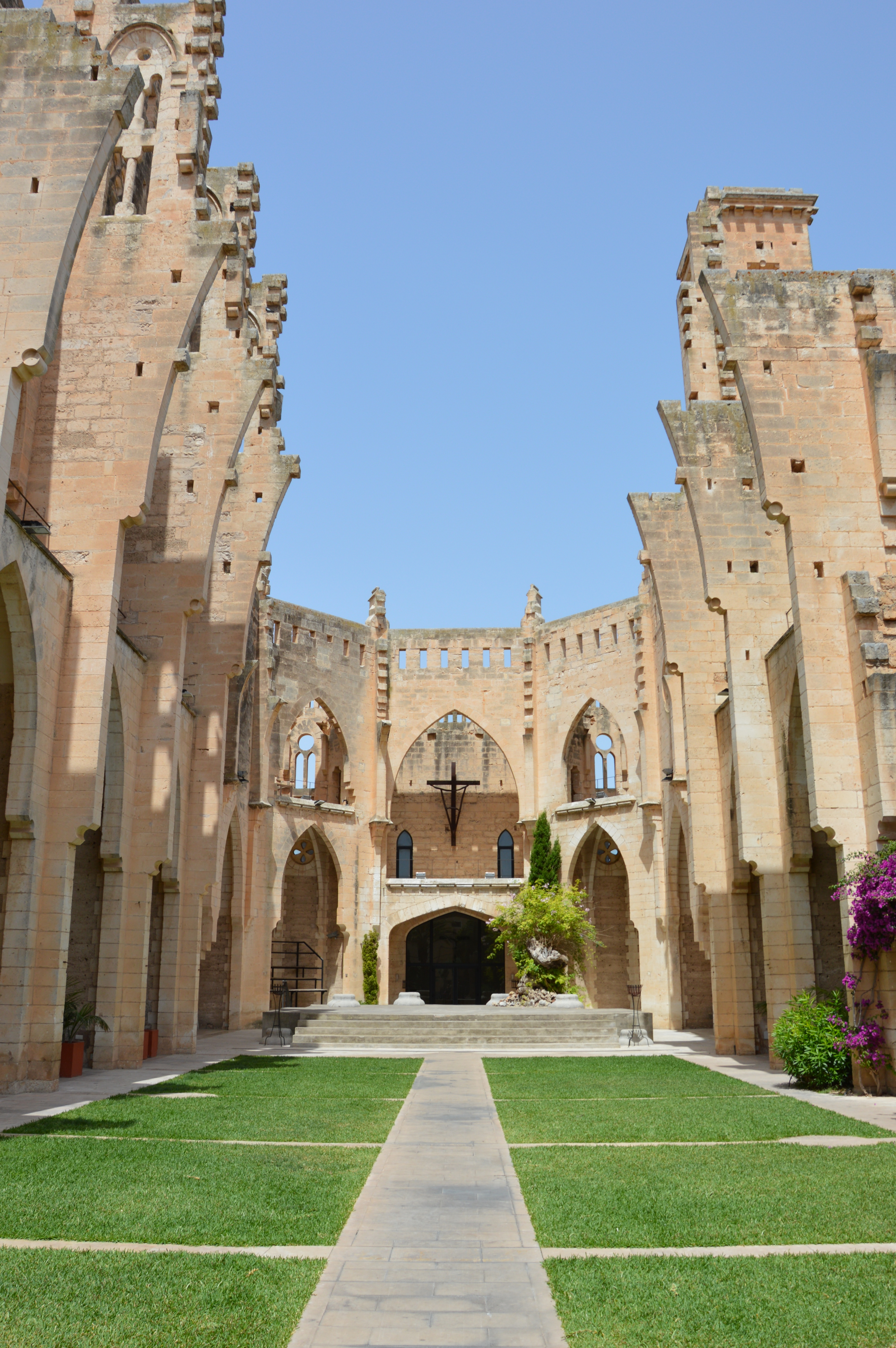
Església Nova, Blick von Südosten

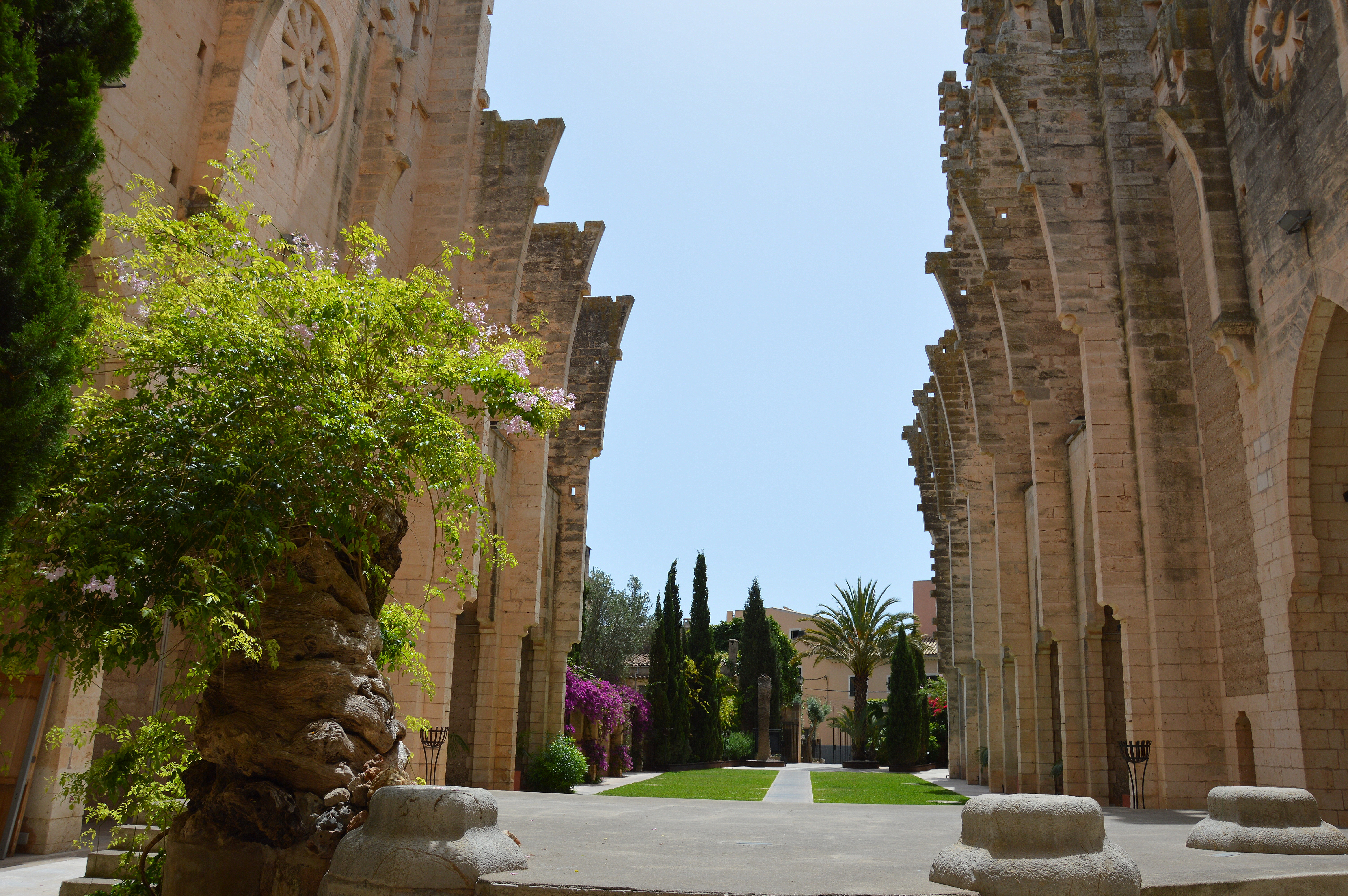
Blick zum Ausgang

Die Església Nova (deutsch: Neue Kirche) ist eine nicht fertiggestellte Kirche in Son Servera auf der spanischen Mittelmeerinsel Mallorca.
Sie gilt als Wahrzeichen von Son Servera und befindet sich im Ortskern an der Adresse Carrer de ses Creus 4.

## Architektur und Geschichte
Der Bau der Kirche begann im Jahr 1905. Als Architekt war Joan Rubió, ein Schüler Antoni Gaudís tätig. Die Kirche entstand im neogotischen Stil. Wegen Finanzierungsproblemen blieb die Kirche unvollendet. Die Bauarbeiten wurden in den 1930er Jahren eingestellt. Es entstanden zu einem großen Teil die Außenmauern inklusive der Fenster und Rosetten. Insbesondere das Dach wurde jedoch nicht fertiggestellt.
Die Kirche wird für kulturelle Open-Air-Veranstaltungen genutzt.